# Escut del Castell de Guadalest
L'escut oficial del Castell de Guadalest té el següent blasonament:
| « | Escut ibèric. En camper d'atzur, un castell d'or, maçonat i aclarit de sable, acostat de dues claus d'argent posades en pal; el castell emergeix d'una muntanya del seu color, que descansa sobre ones d'argent i d'atzur. Per timbre, una corona reial oberta. | » |

## Història
Ordre del 24 de gener de 1990, de la Conselleria d'Administració Pública. Publicat en el DOGV núm. 1.244, del 14 de febrer de 1990.
Es tracta de l'escut històric de la vila, unes armes parlants que simbolitzen el castell damunt el turó i la seva posició estratègica dominant la vall de Guadalest, regada pel riu homònim. El Castell de Guadalest fou la seu d'un marquesat des de 1543.